# Jean-Claude Bonaccorsi
Pour les articles homonymes, voir Bonaccorsi.
Jean-Claude Bonaccorsi, né le 25 avril 1935 à Bastia (Corse), est un homme politique français.

## Détail des fonctions et des mandats
Mandat parlementaire
- 18 juin 1995 - 21 avril 1997 : député de la 2e circonscription de la Haute-Corse

Mandats locaux
- 1984 - mars 2001 : maire de San-Nicolao
- 1985 - 1998 : conseiller général du canton de Campoloro-di-Moriani